# Hunteria ghanensis
Espèce
Statut de conservation UICN

 EN A1c, B1+2c : En danger
Hunteria ghanensis est une espèce de plantes à fleurs de la famille des Apocynaceae.

## Publication originale
- Bulletin du Jardin Botanique National de Belgique 49: 422–425, f. 1. 1979.